# 猪野省三
猪野 省三（いの しょうぞう、1905年7月20日 - 1985年1月8日）は、日本の児童文学作家。プロレタリア児童文学の活動などに参加した。

## 略歴
栃木県上都賀郡鹿沼町（現：鹿沼市）で生まれた。父・春吉は一時鹿沼町の町長も務めていた。1923年に、宇都宮中学校を卒業。卒業後は小学校の代用教員として勤務した。
1926年に教職を辞めて上京し、画家を志して太平洋画研究所に入所。江馬修らと知り合い、翌年江馬の紹介で日本プロレタリア芸術連盟に加入。はじめは画家として参加していたが、次第に文学に関心を持ち、1928年に初の童話「ドンドンやき」を『プロレタリア芸術』に発表。その後も相次いで童話を発表し、プロレタリア児童文学者として認知されるようになった。ほかに『戦旗』などに童話や評論を発表し続けた。しかし1931年ごろから『戦旗』や『少年戦旗』への弾圧が厳しくなり、猪野も監視下におかれたり、留置場生活をおくることもあった。
1934年に日本プロレタリア作家同盟が解散し、猪野の児童文学者としての活動も休止した。また同年浅井千鶴と結婚。翌年長女が生まれ、1941年までに1男4女をもうけた。1945年には東京の住居が戦災にあい、帰郷。
終戦後の1946年に児童文学者協会が創立され、猪野も参加。児童文学者としての活動を再開した。同協会の機関紙『日本児童文学』に作品を発表する他、『少年少女の広場』『子どもの村』『文学教育』などで作品を発表。1953年には日本児童文学全集（河出書房）で、『猪野省三集』が発行された。
1974年に肺炎を患い、翌年の1975年には脳血栓を発症。療養をつづけていた。1985年に死去。

## 主要な著作
- 『ジャンヴァルジャン』（1948年、大雅堂）
- 『トルストイどうわ』（1952年、あかね書房）
- 『ああ無情』（1953年、あかね書房）
- 『水とたたかう』（1953年、実業之日本社）
- 『ゆかいなクルクル先生』（1954年、泰光堂）
- 『フランダースの犬』（1957年、ポプラ社）
- 『化石原人の告白』（1969年、学習研究社）
- 『夜明けの宇宙堂』（1970年、偕成社）

### 作品集
- 日本児童文学全集・童話編8『猪野省三集』（1953年、河出書房）
- 日本幼年童話全集6『猪野省三集』（1955年、河出書房）